# Équipe du Togo féminine de basket-ball
Cet article traite de l'équipe féminine. Pour l'équipe masculine, voir Équipe du Togo masculine de basket-ball.
Maillots
Actualités
L'équipe du Togo de basket-ball féminin est l'équipe nationale qui représente le Togo dans les compétitions internationales de basket-ball féminin. 
Le Togo ne s'est jamais qualifié pour un tournoi olympique ou pour un Championnat du monde. Les Togolaises sont troisièmes du Championnat d'Afrique 1977.